# Salve (Italie)
Pour les articles homonymes, voir Salve.
Salve (Sarve en dialecte Salentin) est une commune de 4 543 habitants dans la province de Lecce, dans les Pouilles, en Italie.
Connue notamment pour ces plages de sable fin, la commune a reçu de 2021 à 2024, le label de Pavillon Bleu, qui valorise les communes balnéaires qui respectent des critères de gestion éco-responsables.

## Administration
| Période                                  | Période                     | Identité                    | Étiquette                        | Qualité |
| ---------------------------------------- | --------------------------- | --------------------------- | -------------------------------- | ------- |
| 28/06/1988                               | 07/06/1993                  | Rocco Chirivì               | Democrazia Cristiana             |         |
| 07/06/1993                               | 04/01/1995                  | Luigi Siciliano             | liste civique                    |         |
| 28/01/1995                               | 24/04/1995                  | Romolo Gusella              | (commissaire préfet)             |         |
| 24/04/1995                               | 18/02/1998                  | Claudio Martella            | Centro-sinistra                  |         |
| 18/02/1998                               | 25/05/1998                  | Romolo Gusella              | (commissaire extraordinaire)     |         |
| 27/05/1998                               | 30/11/1998                  | Romolo Gusella              | (commissaire extraordinaire)     |         |
| 30/11/1998                               | 27/05/2003                  | Giovanni Pasquale Siciliano | Centro-destra                    |         |
| 27/05/2003                               | 15/04/2008                  | Giovanni Pasquale Siciliano | Centro-destra                    |         |
| 15/04/2008                               | 27/05/2013                  | Vincenzo Passaseo           | Liste civique                    |         |
| 27/05/2013                               | 10/06/2018                  | Vincenzo Passaseo           | Liste civique, Insieme per Salve |         |
| 10/06/2018                               | 15/05/2023                  | Francesco Villanova         | Liste civique, Con noi per Salve |         |
| 15/05/2023                               | En cours (au 28 avril 2025) | Francesco Villanova         | Liste civique, Con noi per Salve |         |
| Les données manquantes sont à compléter. |                             |                             |                                  |         |

### Hameaux
Ruggiano, Marina di Pescoluse, Posto Vecchio, Torre Pali.

### Communes limitrophes
Alessano, Morciano di Leuca, Presicce, Ugento.